# Fiordo Frederick E. Hyde
El fiordo Frederick E. Hyde es un fiordo en la Tierra de Peary, en el extremo norte de Groenlandia.

## Historia
El fiordo recibió el nombre de Robert Peary durante su expedición de 1900 en honor a Frederick Erastus Hyde, uno de los miembros fundadores y primer vicepresidente del Peary Arctic Club en Nueva York. Peary no exploró el fiordo debido a la espesa niebla. Las ramas interiores del fiordo fueron cartografiadas y bautizadas por Lauge Koch durante reconocimientos aéreos realizados a partir de los años 1920.
El paisaje de este desolado fiordo impresionó al explorador ártico danés Eigil Knuth:
 

El viaje a través del fiordo Frederick E. Hyde no solo fue mi mayor experiencia en Peary Land, sino que también me reveló el paisaje más hermoso que jamás haya visto en Groenlandia.

## Geografía
Al este, el fiordo Frederick E. Hyde desemboca en el océano Ártico con su desembocadura justo al norte del cabo John Flagler y al sur del cabo Bridgman. El fiordo se extiende 95 km (59,0 mi) en dirección suroeste hasta el Harebugt en su cabecera. El Nordpasset es un valle glaciar que se extiende 25 km (15,5 mi) más allá en dirección noroeste hasta la cabecera del fiordo OB Boggild, parte del complejo del fiordo De Long.
El fiordo Freja, el fiordo Thor y el fiordo Odin son ramales en la costa sur del fiordo, a unos 65 km (40,4 mi), 95 km (59,0 mi) y 120 km (74,6 mi) de su desembocadura respectivamente; el fiordo más pequeño de Citronen se encuentra a unos 45 km (28,0 mi) de la boca. El fiordo Frigg es una ramificación en la costa norte ubicada 95 km (59,0 mi) de la boca.

La cordillera Roosevelt, la cadena montañosa más septentrional del planeta, se extiende de oeste a este en el lado norte del fiordo junto con sus subcordilleras. La Tierra de Hans Egede se extiende al sur del fiordo desde su curso medio hasta la zona de la desembocadura. La meseta Nordkrone, de 1280 m de altura, se encuentra en el lado sur del fiordo Frederick E. Hyde. Nordkrone tiene muchos glaciares y está atravesado por profundos barrancos con laderas escarpadas. Wistar Bjerg, uno de los puntos más altos de Peary Land (con 1737 m de altura), se eleva sobre el fiordo entre los fiordos Freya y Thor en el borde de la meseta.

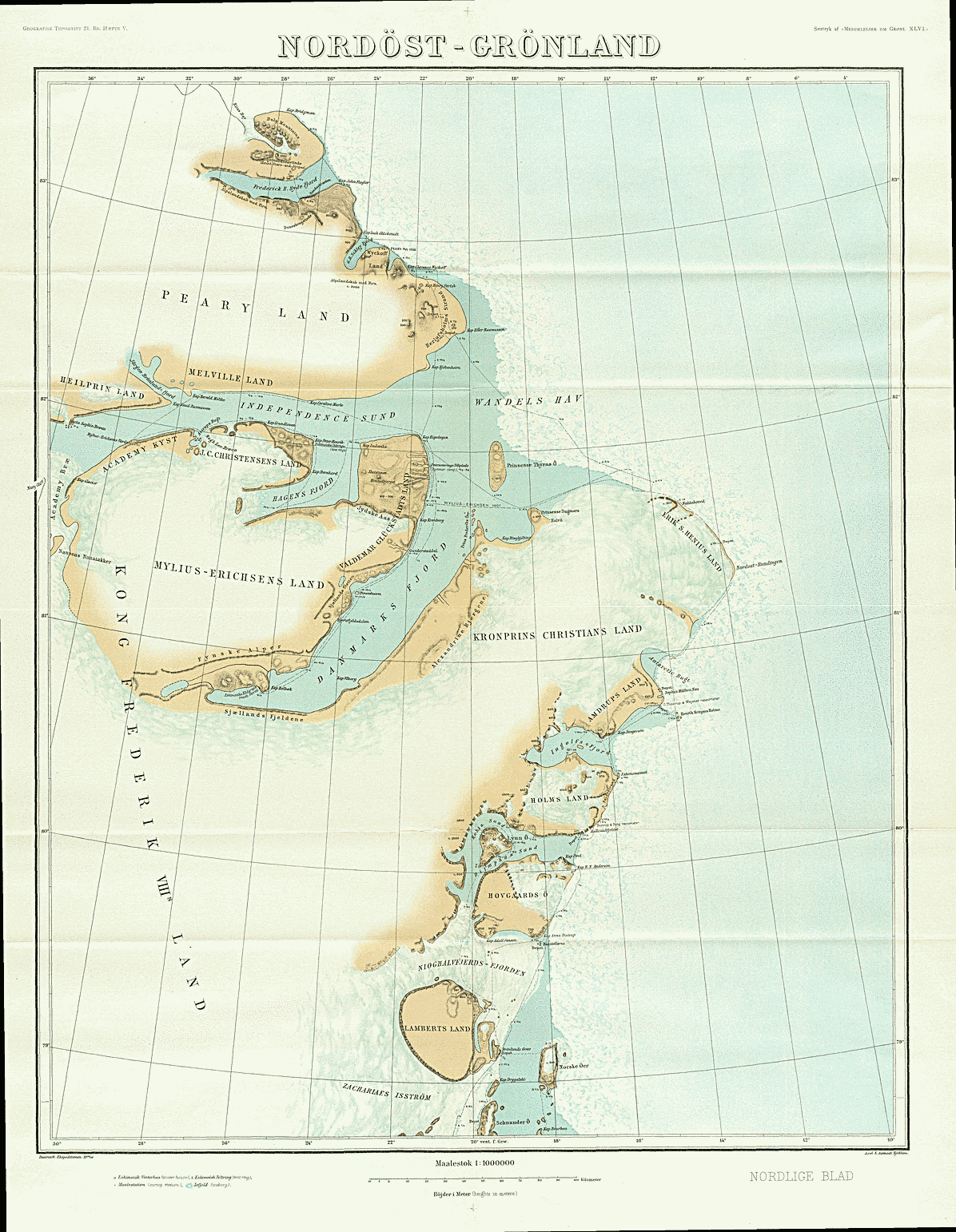
Mapa de 1911 del noreste de Groenlandia que muestra solo un pequeño tramo del fiordo Frederick E. Hyde, parcialmente inexplorado